# Abhinanda
Abhinanda es una banda sueca de hardcore punk, activa principalmente entre 1992 y 1999. 
En dichos años, publicaron tres álbumes por el sello independiente Desperate Fight, propiedad del vocalista José Saxlund, junto a Dennis Lyxzén. Inicialmente, comenzaron interpretando covers de Bad Religion, Sub Society, Minor Threat y Gorilla Biscuits, los cuales con el tiempo algunos de estos fueron tocados en vivo; a su vez, participaron en compilaciones: con "Skulls" de Misfits (1996), "Meat is Murder" de The Smiths, y "Disengage" de Youth Of Today (1998), esta última cantada en español.
Además de ser parte del fenómeno Umeå hardcore, todos sus integrantes eran veganos/vegetarianos y straight edge, lo cual se plasmó en su música.
En los años 90s, la banda tuvo varios tours por Europa, compartiendo con decenas de bandas contemporáneas, como Refused, Randy, Strife, 108, y Earth Crisis. Desde su quiebre se han reunido esporádicamente, entre ellas 2004, 2009 (para un tour japonés), 2012 (show final de Refused, junto a Final Exit), y 2022, en celebración de sus treinta años, el 21 y 22 de octubre en la ciudad de Örebro.

## Miembros
Miembros actuales
- José Saxlund – voces (1992–1999, 2004, 2009–2010, 2012, 2022–presente)
- Mattias Abrahamson – bajo (1992–1999, 2004, 2009–2010, 2012, 2022–presente)
- Pär Hansson – guitarras (1995–1999, 2004, 2009–2010, 2012, 2022–presente)
- Jejo Perković – batería (2022–presente)

Miembros anteriores
- Adam Nilsson – guitarras (1992–1997)
- Kristofer Steen – guitarras (1993–1994)
- Nicklas Rudolfsson – guitarras (1997–1999, 2004, 2009–2010, 2012)
- Jonas Lyxzén – batería (1992–1995)
- Daniel Berglund – batería (1996–1999, 2004, 2009–2010, 2012)
- Jakob Nystrom – teclados (1998–1999)

## Discografía
- Ever Increasing Bliss (demo tape, 1992)
- Darkness of Ignorance (EP, 1993)
- Senseless (álbum, 1994)
- Neverending Well of Bliss (EP, 1995)
- Abhinanda (álbum, 1996)
- Unbroken / Abhinanda (split EP, 1998) – Incluye una versión de "Rebels Rule", original de Stray Cats.
- Junior (single, 1999) – Lanzado en España.
- The Rumble (álbum, 1999)
- Kizuna (compilación, 2009) – Lanzado en Japón, promocional a su gira.
- Tsunami 7" (EP, 2023) – Incluye una versión de "De Música Ligera", original de Soda Stereo.

Apariciones en compilatorios
- Straight Edge as Fuck (1994, Desperate Fight) – "Remark Of Frustration"
- Straight Edge as Fuck Part II (1995, Desperate Fight) – "All Of Us"
- Straight Edge as Fuck Part III (1997, Desperate Fight) – "Desasir"; versión en español de "Disengage", original de Youth of Today.

## Videografía
- "City of Hope" (1996)